# Macrargus
Macrargus rufus là một loài nhện trong họ Linyphiidae.
Chi này gồm các loài:

## Các loài
- Macrargus alpinus Li & Zhu, 1993
- Macrargus boreus Holm, 1968
- Macrargus carpenteri (O. P.-Cambridge, 1894)
- Macrargus excavatus (O. P.-Cambridge, 1882)
- Macrargus multesimus (O. P.-Cambridge, 1875)
- Macrargus rufus (Wider, 1834)